# Vestur-Ísafjarðarsýsla
Vestur-Ísafjarðarsýsla est un comté islandais, situé dans la région des Vestfirðir. 